# Dronning Elizabeths besøg
Dronning Elizabeths besøg er en dansk dokumentarfilm fra 1957.

## Handling
Dronning Elizabeth II af Englands besøg i Danmark i maj 1957. Besøg på Carlsberg. Aftengalla på Christiansborg. Foruden dronning Elizabeth ses prins Philip, kong Frederik IX, dronning Ingrid og prinsesse Margrethe.

## Medvirkende
- Dronning Elizabeth II af Storbritannien
- Dronning Margrethe II
- Kong Frederik IX
- Dronning Ingrid